# Miss Wyoming USA

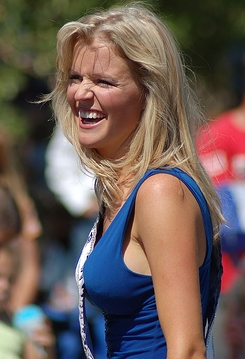
Kristin George, Miss Wyoming USA 2006

Miss Wyoming USA, est un concours de beauté féminin, dont la gagnante participe à Miss USA, pour concourir les candidates doivent être âgées de 17 à 27 ans et domiciliées dans l'Etat du Wyoming.

## Titres
| Année | Nom                     | Domicile       | Âge1 | Classement à Miss USA | Prix spéciaux à Miss USA | Notes                                                                       |
| ----- | ----------------------- | -------------- | ---- | --------------------- | ------------------------ | --------------------------------------------------------------------------- |
| 2024  | Mackenzie Rush          | Beulah         | 19   |                       |                          |                                                                             |
| 2023  | Beck Bridger            | Sheridan       | 27   |                       |                          | Participante à Miss Wyoming 2018                                            |
| 2022  | Morgan McNally          | Casper         | 27   |                       |                          |                                                                             |
| 2021  | Mackenzie Kern          | Casper         | 21   |                       |                          | Participante à Miss Wyoming Teen USA 2018                                   |
| 2020  | Lexi Revelli            | Lyman          | 26   |                       |                          |                                                                             |
| 2019  | Addison Treesh          | Gillette       | 19   |                       |                          |                                                                             |
| 2018  | Callie Bishop           | Casper         | 28   |                       |                          | Participante à Miss Wyoming Teen USA 2008                                   |
| 2017  | Mikaela Shaw            | Casper         | 23   |                       |                          | Participante à Miss Wyoming 2015                                            |
| 2016  | Autumn Olson            | Saratoga       | 21   |                       |                          | Participante à Miss Wyoming Teen USA 2013                                   |
| 2015  | Caroline Scott          | Cheyenne       | 22   |                       |                          | Participante à Miss Wyoming Teen USA 2010 et top 15 à Miss Teen USA 2010    |
| 2014  | Lexi Hill               | Gillette       | 20   |                       |                          |                                                                             |
| 2013  | Courtney Gifford        | Sheridan       | 24   |                       |                          | Triple gagnante à Miss Wyoming's Outstanding Teen 2005 et Miss Wyoming 2008 |
| 2012  | Holly Allen             | Lander         | 24   |                       |                          |                                                                             |
| 2011  | Kaitlyn Davis           | Laramie        | 20   |                       |                          |                                                                             |
| 2010  | Claire Schreiner        | Gillette       | 23   | Top 15                |                          |                                                                             |
| 2009  | Cynthia Pate            | Casper         | 22   |                       | Miss Congénitale         |                                                                             |
| 2008  | Cassie Shore            | Casper         | 22   |                       |                          |                                                                             |
| 2007  | Robyn Johnson           | Sheridan       | 22   |                       |                          |                                                                             |
| 2006  | Kristin George          | Casper         | 24   |                       |                          | Participante à Miss Wyoming Teen USA 2000                                   |
| 2005  | Abby Norman             | Laramie        | 21   |                       |                          | Miss Congénitale à National Sweetheart 2002                                 |
| 2004  | Katie Rudoff            | Green River    | 20   |                       |                          | Participante à Miss Wyoming Teen USA 1999                                   |
| 2003  | Jamie Gorman            | Cheyenne       |      |                       |                          |                                                                             |
| 2002  | Jeannie Crofts          | Cheyenne       |      |                       |                          |                                                                             |
| 2001  | Heather Jackelen        | Rock Springs   |      |                       |                          | Participante à Miss Wyoming 2005 et Miss Galaxy 2007                        |
| 2000  | Rebecca Smith           | Jackson Hole   |      |                       |                          |                                                                             |
| 1999  | Arnica Bryant           | Cheyenne       |      |                       |                          |                                                                             |
| 1998  | Megan Starr Wigert      | Cheyenne       | 22   |                       |                          |                                                                             |
| 1997  | Stacy Dawn Cenedese     | Cheyenne       |      |                       |                          | Participante à Miss Wyoming 1992                                            |
| 1996  | Kellee Nicole Kattleman | Laramie        |      |                       |                          |                                                                             |
| 1995  | Susan Elizabeth Shaffer | Cheyenne       |      |                       |                          |                                                                             |
| 1994  | Tolan Clark             | Cheyenne       |      |                       |                          |                                                                             |
| 1993  | Leissann Marie Stolz    | Cheyenne       |      |                       |                          |                                                                             |
| 1992  | Lisa Postle             | Green River    |      |                       |                          |                                                                             |
| 1991  | Wendy Lee Dunn          | Laramie        |      |                       |                          |                                                                             |
| 1990  | Cheryl James            | Cheyenne       |      |                       |                          |                                                                             |
| 1989  | Chandra Anderson        | Jackson        |      |                       |                          |                                                                             |
| 1988  | Kristen Youmans         | Casper         |      |                       |                          |                                                                             |
| 1987  | Michelle Zimmermann     | Recluse        |      |                       |                          |                                                                             |
| 1986  | Beth King               | Cheyenne       | 22   | Demi-finaliste        | Miss Photogénique        |                                                                             |
| 1985  | Wendy Hartwigsen        | Gillette       |      |                       |                          |                                                                             |
| 1984  | Cheryl Rawson           | Laramie        |      |                       |                          |                                                                             |
| 1983  | Joanie Engstrom         | Rawlins        |      |                       |                          |                                                                             |
| 1982  | Judy Lynn Wilder        | Casper         |      |                       |                          |                                                                             |
| 1981  | Deborah Aspinwall       | Riverton       |      |                       |                          |                                                                             |
| 1980  | Suzie Harris            | Casper         |      |                       |                          |                                                                             |
| 1979  | Pam Williams            | Casper         |      |                       | Miss Congénitale         |                                                                             |
| 1978  | Kathryn Flitner         | Greybull       |      |                       |                          |                                                                             |
| 1977  | Michele Fisser          | Laramie        | 23   |                       |                          |                                                                             |
| 1976  | Murlie Colosky          | Laramie        |      |                       |                          |                                                                             |
| 1975  | Kimberly Jayne Pring    | Cheyenne       |      |                       |                          | Participante à Miss Wyoming 1978                                            |
| 1974  | Debbie K. Petty         | Rawlins        |      |                       |                          |                                                                             |
| 1973  | Michele Walter          | Cheyenne       |      |                       |                          |                                                                             |
| 1972  | Tamara Tulley           | Cheyenne       |      |                       |                          |                                                                             |
| 1971  | Mary Kay Heaton         | Cheyenne       |      |                       |                          |                                                                             |
| 1970  | Elizabeth Swarthout     | Sheridan       |      |                       |                          |                                                                             |
| 1969  | Pam Lewis               | Cheyenne       |      |                       |                          |                                                                             |
| 1968  | Penny Smathers          | Douglas        |      |                       |                          |                                                                             |
| 1967  | Helen Barker            | Buffalo        |      |                       |                          |                                                                             |
| 1966  | Linda Leafdale          | Thermopolis    |      |                       | Miss Congénitale         |                                                                             |
| 1965  | Linda Lou Peck          | Sheridan       |      |                       |                          |                                                                             |
| 1962  | Ann Bonner              | Powell         |      | Retrait               |                          |                                                                             |
| 1961  | Judy Larae Walton       | Cokeville      |      |                       |                          |                                                                             |
| 1960  | Anita Simon             | Cheyenne       |      |                       |                          |                                                                             |
| 1958  | Dorothy Kochiras        | Evanston       |      |                       |                          |                                                                             |
| 1957  | Marilyn Hawkins         | Casper         |      |                       |                          |                                                                             |
| 1956  | Marilyn Scott           | Cheyenne       |      |                       |                          |                                                                             |
| 1955  | Barbara Kaye Latta      | Casper         |      |                       |                          |                                                                             |
| 1954  | Faith Radenbaugh        | Heart Mountain |      |                       |                          |                                                                             |
| 1953  | Nancy Rogers            | Cheyenne       |      |                       |                          |                                                                             |

1 Âge durant l'élection de Miss USA.